# Алкам
Алкам (перс. الكام) — село в Ірані, у дегестані Діначал, у бахші Паре-Сар, шагрестані Резваншагр остану Ґілян. За даними перепису 2006 року, його населення становило 1733 особи, що проживали у складі 450 сімей.

## Клімат
Середня річна температура становить 14,17 °C, середня максимальна – 27,50 °C, а середня мінімальна – -0,07 °C. Середня річна кількість опадів – 790 мм.
| Клімат поселення                              | Клімат поселення | Клімат поселення | Клімат поселення | Клімат поселення | Клімат поселення | Клімат поселення | Клімат поселення | Клімат поселення | Клімат поселення | Клімат поселення | Клімат поселення | Клімат поселення | Клімат поселення |
| Показник                                      | Січ.             | Лют.             | Бер.             | Квіт.            | Трав.            | Черв.            | Лип.             | Серп.            | Вер.             | Жовт.            | Лист.            | Груд.            |                  |
| Середній максимум, °C                         | 9,54             | 10,18            | 12,18            | 17,46            | 22,10            | 25,01            | 27,50            | 27,20            | 23,41            | 20,64            | 16,17            | 11,68            |                  |
| Середня температура, °C                       | 4,73             | 5,37             | 7,40             | 12,66            | 17,28            | 20,21            | 23,46            | 23,17            | 19,36            | 16,60            | 12,14            | 7,64             |                  |
| Середній мінімум, °C                          | −0,07            | 0,56             | 2,58             | 7,85             | 12,49            | 15,40            | 19,42            | 19,11            | 15,32            | 12,55            | 8,10             | 3,60             |                  |
| Норма опадів, мм                              | 79               | 65               | 67               | 51               | 37               | 23               | 12               | 35               | 83               | 124              | 101              | 113              |                  |
| Середньомісячна швидкість вітру, м/с          | 2.30             | 2.40             | 2.40             | 2.37             | 2.40             | 2.60             | 2.60             | 2.40             | 2.24             | 2.00             | 1.95             | 2.00             |                  |
| Середньомісячна сонячна радіація, кДж/м²·день | 6800             | 9091             | 11214            | 15883            | 20311            | 23124            | 23899            | 20199            | 16465            | 11177            | 8476             | 6505             |                  |
| --------------------------------------------- | ---------------- | ---------------- | ---------------- | ---------------- | ---------------- | ---------------- | ---------------- | ---------------- | ---------------- | ---------------- | ---------------- | ---------------- | ---------------- |
| Джерело:                                      |                  |                  |                  |                  |                  |                  |                  |                  |                  |                  |                  |                  |                  |